# Kelurahan Pademangan Barat
Kelurahan Pademangan Barat är en administrativ by i Indonesien.   Den ligger i provinsen Jakarta, i den västra delen av landet. Huvudstaden Jakarta ligger i Kelurahan Pademangan Barat.